# Happy Birthday to Me
Happy Birthday to Me (Brasil: Feliz Aniversário para Mim ) é um filme canadense lançado em 1981, do gênero slasher, dirigido por J. Lee Thompson e estrelado por Glenn Ford.

## Elenco
- Melissa Sue Anderson — Virginia "Ginny" Wainwright
- Glenn Ford — Dr. David Faraday
- Lawrence Dane — Harold "Hal" Wainwright
- Sharon Acker — Estelle Wainwright
- Frances Hyland — Srs. Patterson
- Tracey E. Bregman — Ann Thomerson
- Jack Blum — Alfred Morris
- Matt Craven — Steve Maxwell
- Lenore Zann — Maggie
- David Eisner — Rudi
- Lisa Langlois — Amelia
- Stephanie Miller — Enfermeira do Hospital